# Navet confit
Navet confit est un groupe de rock indépendant canadien, originaire de la Beauce, au Québec. Il s'agit du projet musical de l'auteur-compositeur-interprète et multi-instrumentiste québécois Jean-Philippe Fréchette, établi à Montréal. Les influences de Navet Confit sont diverses. Parmi celles-ci, on a notamment cité Pavement.

## Biographie
Navet confit est formé vers 2001 par Jean-Philippe Fréchette. Après une longue série d'enregistrements, dont les plus anciens datent de 2000, publiés sur quatre différents maxis (simplement intitulés EP1, EP2, EP3 et EP4) entre 2004 et 2006, il lance un premier album studio, intitulé LP1, au début 2006. Ses disques sont d'abord lancés via son propre label Dry and Dead. En mai 2006, Navet Confit et GSI Musique unissent leurs efforts pour créer le label indépendant La Confiserie, étiquette sur laquelle sont parus ses deux albums.
Il enchaîne avec un album double, LP2 ², en septembre 2007. L'album fait participer Fred Fortin, Carl-Éric Hudon, Émilie Proulx, Vincent Peake, Polipe et Jeremi Mourand. L'album est nommé pour un prix au Gala de l'ADISQ en 2008. Son troisième album, LP3/Papier vampire parait en 2009. Quatre ans plus tard, trois albums paraissent simultanément sur bandcamp. Il se produit généralement sur scène accompagné de trois musiciens.
En 2013, il signe avec le label La Meute et publie l'album Bestove. Sur scène, il joue avec Dauphins vampires, qui se compose d'Alex Champigny (guitare, claviers), Carl-Éric Hudon (basse) et Lydia Champagne (batterie),. 
En septembre 2015, il fait paraître l'album LOL qui effectue un virage plus rock. En juillet 2010, il lance 10 courts albums. 

Il réalise deux albums pour l'artiste Marc-Antoine Larche, en 2014, Les petits effondrements et en 2019 Quand je serai grand, je serai heureux. Il joue aussi avec Nüshu depuis 2019.

## Discographie

### Albums studio
- 2006 : LP1
- 2007 : LP2 ² (album double)
- 2009 : LP3/papier-vampire
- 2013 : LP4/La vérité sur Noël
- 2013 : LP5/Thérapie
- 2013 : LP6/
- 2016 : Mineapolis Normcore Karaoke Mixtape
- 2019 : Engagement, Lutte, Clan et Respect
- 2019 : Navet Confit Présente Le Justin Trudeau Kinda Party
- 2020 : Monsieur Confit Au Théatre Vol.1 / Nyotaimori
- 2022 : Bonjour
- 2024 : Désolé mouvement geste

### EP
- 2004 : EP1
- 2005 : EP2
- 2006 : EP3
- 2006 : EP4
- 2009 : EP5/Platitude Confortable